# Ústavní soud Československé socialistické republiky
Ústavní soud Československé socialistické republiky měl být soudním orgánem ochrany ústavnosti v Československé socialistické republice, který však nedošel svého naplnění, ačkoli jej zakotvovala ustanovení čl. 86 až 100 v hlavě šesté ústavního zákona o československé federaci z roku 1968. Podobně nebyly zřízeny ani předpokládané ústavní soudy obou republik. 
Důvodová zpráva k návrhu ústavního zákona hovořila především o nutnosti zvláštních garancí proti nežádoucím kompetenčním sporům mezi federací a národními státy. Faktické nezřízení ústavního soudu pak bylo zdůvodňováno tím, že dosavadní zkušenosti z fungování federace předpoklad rozporů nepotvrdily. Teprve při jiných společenských podmínkách zahájil svou činnost v roce 1991 Ústavní soud České a Slovenské Federativní Republiky.

## Soudci
Federální ústavní soud se měl skládat z osmi soudců a čtyř náhradníků pro případy onemocnění, zaneprázdnění nebo ztráty soudcovské funkce, volených Federálním shromážděním na funkční období sedmi let, přičemž každý mohl být zvolen nejvíce dvakrát za sebou. Podmínkou zvolení bylo československé občanství, věk alespoň 35 let, vysokoškolské právnické vzdělání a minimálně 10 let praxe v právnickém povolání. Princip parity českého a slovenského národa se projevil také zde, a to nejen v tom, že polovina členů soudu měla být volena z občanů ČSR a polovina z občanů SSR, ale také v tom, že jestliže by byl předsedou soudu Čech, místopředsedou by byl zvolen Slovák, a naopak. 
Soudcům byla deklarována značná míra nezávislosti, především jejich funkce byla neslučitelná s funkcí poslance, členstvím ve vládě nebo ve správním či hospodářském aparátu. Navíc je chránila procesní imunita, nebylo možné je trestně ani kárně stíhat ani jej vzít do vazby bez souhlasu ústavního soudu, odepřel-li by soud souhlas, bylo by stíhání navždy vyloučeno. Mohli také odepřít svědectví o věcech, o kterých se dozvěděli při výkonu své funkce, a to i po jejím zániku. Ten nastal buď při dobrovolné rezignaci, nebo jestliže soudce odvolalo Federální shromáždění, ovšem jen tehdy, vyplynulo-li by to z kárného řízení či trestního rozsudku, případně pokud by plénum soudu konstatovalo, že se soudce déle než rok nezúčastňuje jednání.

## Pravomoci
Ústavní soud měl rozhodovat v senátech, a to:
- o souladu zákonů Federálního shromáždění a zákonných opatření jeho předsednictva s Ústavou
- o souladu ústavních zákonů a zákonů České národní rady a Slovenské národní rady s Ústavou
- o souladu nařízení federální i republikových vlád a vyhlášek ministerstev, výborů a ostatních orgánů státní správy s Ústavou i zákony Federálního shromáždění
- o kompetenčních sporech mezi orgány federace a orgány jedné nebo obou republik, a mezi orgány obou republik navzájem
- o stížnostech proti neověření mandátu poslance Federálního shromáždění a proti výroku, že došlo k odvolání poslance, jakož i proti rozhodnutí o odmítnutí registrace kandidáta
- o ochraně ústavou zaručených práv a svobod, jestliže by byly porušeny rozhodnutím nebo jiným zásahem federálního orgánu, neposkytoval-li by zákon jinou soudní ochranu

Právem podat návrh na zahájení řízení měli disponovat sněmovna nebo předsednictvo Federálního shromáždění, federální vláda nebo jiný federální orgán, Česká národní rada nebo její předsednictvo, Slovenská národní rada nebo její předsednictvo, republiková vláda, soud nebo generální prokurátor. V případě mandátového řízení by mohl návrh podat každý dotčený občan. Ústavní soud mohl také zahájit řízení sám. Jestliže by shledal, že právní předpis nižší právní síly je v nesouladu s právním předpisem vyšší právní síly, měl vyslovit, že dotčená ustanovení pozbývají další účinnosti. Nicméně jeho výrok je nemohl ihned zrušit, příslušné orgány měly nejdříve nesoulad odstranit, teprve pokud by k tomu v půlroční lhůtě od zveřejnění nálezu ve Sbírce zákonů nedošlo, byla by dotčená ustanovení zrušena.
Kromě těchto pravomocí měl ústavní soud také podávat podněty „ke zdokonalení zákonodárství“. K tomu všemu však nikdy nedošlo.